# Shin Ye-eun
Đây là một tên người Triều Tiên, họ là Shin.
Shin Ye-eun (tiếng Hàn: 신예은; sinh ngày 18 tháng 1 năm 1998) là một nữ diễn viên và người dẫn chương trình người Hàn Quốc. Cô nổi tiếng với vai nữ chính của bộ web drama đang đình đám của giới trẻ Hàn Quốc A-Teen và phần tiếp theo A-Teen 2. Bên cạnh đó, cô cũng tham gia diễn xuất trong Revenge of Others và Vinh quang trong thù hận.

## Tiểu sử
Shin Ye-eun sinh ngày 18 tháng 1 năm 1998 tại thành phố Shokcho, Gangwon, Hàn Quốc. Cô theo học tại trường Đại học Sungkyunkwan chuyên ngành Nghệ thuật biểu diễn.

## Sự nghiệp
Shin Ye-eun xuất hiện với tư cách là người mẫu trang bìa cho tạp chí đại học "College Tomorrow 840" của Hàn Quốc vào năm 2017.
Cô ấy chính thức gia nhập điện ảnh xứ Hàn qua vai diễn đầu tay trong loạt web drama học đường mang tên A-Teen (2018). Cô cũng xuất hiện trong video âm nhạc "Shoot Me" của Day6. Vào tháng 8 năm 2018, Shin Ye-eun ký hợp đồng với JYP Entertainment với vai trò diễn viên.
Năm 2019, Shin Ye-eun có vai chính đầu tiên trong bộ phim truyền hình giả tưởng Chàng Trai Ngoại Cảm, cô đóng vai chính cùng Park Jin-young. Cô cũng đóng lại vai Do Ha-na trong mùa thứ hai của web drama A-Teen 2. Từ tháng 7 năm 2019 đến tháng 7 năm 2020, cô là MC của chương trình âm nhạc Music Bank của đài KBS2 cùng với Choi Bo-min của Golden Child.
Năm 2020, cô đóng vai chính trong bộ phim Meow, Chàng Trai Bí Ẩn của đài KBS2 cùng với Kim Myung-soo.
Năm 2021, cô tham gia vào bài hát nổi bật "Mất ngủ (不 眠; La Rosa)" trong mini album thứ 2 của Yunho - Noir, được phát hành vào ngày 18 tháng 1 năm 2021. Sau đó vào tháng 10 năm 2021, Shin Ye-eun tham gia với tư cách là một DJ trong chương trình radio có tên Volume Up thay cho Kang Han-na được phát sóng từ ngày 1 tháng 11 năm 2021.

## Danh sách phim

### Phim Chiếu Mạng
| Năm  | Tên phim | Vai diễn | Ghi chú            | Tham khảo |
| ---- | -------- | -------- | ------------------ | --------- |
| 2018 | A-Teen   | Do Ha-na | Nữ chính           | [ 3 ]     |
| 2019 | A-Teen 2 | Do Ha-na | Xuất hiện đặc biệt | [ 8 ]     |

### Phim Truyền Hình
| Năm  | Tên phim                                          | Kênh    | Vai diễn       | Ghi chú            | Tham khảo |
| ---- | ------------------------------------------------- | ------- | -------------- | ------------------ | --------- |
| 2019 | Chàng Trai Ngoại Cảm                              | tvN     | Yoon Jae In    | Vai chính          | [ 9 ]     |
| 2020 | Meow, Chàng Trai Bí Ẩn                            | KBS2    | Kim Sol Ah     | Vai chính          |           |
| 2020 | Hơn Cả Tình Bạn                                   | JTBC    | Kyung Woo Yeon | Vai chính          | [ 10 ]    |
| 2021 | KBS Drama Special - Hiệu Ứng Sau Một Đêm Chia tay | KBS2    | Oh Jin         | Vai chính          | [ 11 ]    |
| 2022 | Khóa học cảnh sát                                 | Disney+ |                | Xuất hiện đặc biệt | [ 12 ]    |
| 2022 | Các tế bào của Yumi 2                             | tvN     | Yoo Da Eun     | Nữ chính thứ 2     | [ 13 ]    |
| 2022 | Sự trả thù của người thứ 3                        | Disney+ | Ok Chan Mi     | Vai chính          |           |
| 2022 | The Glory                                         | Netflix | Park Yeon-jin  | Nữ phụ             |           |
| 2023 | Ngôi nhà lãng mạn bí mật                          | SBS     | Yoon Dan-oh    | Nữ chính           |           |

## Hoạt động khác

### Dẫn chương trình
| Năm       | Tên chương trình  | Kênh | Ghi chú                       | Tham khảo |
| --------- | ----------------- | ---- | ----------------------------- | --------- |
| 2019-2020 | Mucsic Bank       | KBS2 | với Choi Bo-min(ep. 986–1037) | [ 14 ]    |
| 2020      | KBS Song Festival | KBS2 | với Cha Eun-woo và Yunho      | [ 15 ]    |
| 2020      | Happy together 4  | KBS2 | MC đặc biệt                   |           |

### Chương trình truyền hình và thực tế
| Năm  | Thời gian             | Đài truyền hình | Tên chương trình                   | Vai trò                | Ghi chú                                      |
| ---- | --------------------- | --------------- | ---------------------------------- | ---------------------- | -------------------------------------------- |
| 2018 | 29/11/2018            | KBS2            | Happy Together 4                   | Khách mời              | Tập 8 cùng với Boom, Kang Han-na, Seol In-ah |
| 2019 | 22/1/2019             | SBS             | Access Showbiz Tonight             | Phỏng vấn              |                                              |
| 2019 | 22/3 - 14/6/2019      | Youtube         | Nemo Travel: A Trip to Spain       | Thành viên             | cùng với Yoon Park, Kang Hoon                |
| 2019 | 5/7/2019 - 17/7/ 2020 | KBS2            | Mucsic Bank                        | MC                     | Tập 986–1037 cùng với Choi Bo-min            |
| 2019 | 5/7/2019              | KBS2            | Entertainment Weekly               | Phỏng vấn              |                                              |
| 2019 | 15/7 - 5/8/2019       | tvN             | More Salty Tour                    | Khách mời              |                                              |
| 2019 | 20/8/2019             | KBS2            | The Return Of Superman             | Thành viên             |                                              |
| 2019 | 18/8/2019 - 25/8/2019 |                 | Sự trở lại của siêu nhân           | Thành viên             |                                              |
| 2019 | 6/9 - 15/11/2019      | Youtube         | Cuộc sống thầm kín của Shin Ye-eun | Xuất hiện thường xuyên | web giải trí                                 |
| 2019 | 18/10/2019            | KBS2            | Entertainment Weekly               | Phỏng vấn              |                                              |
| 2020 | 19/3/2020             | KBS2            | Happy Together 4                   | MC đặc biệt            |                                              |
| 2020 | 23/11/2020            | Kakao TV        | Face ID                            | Thành viên             | web giải trí                                 |
| 2020 | 18/12/2020            | KBS2            | KBS Gayo Daechukje                 | MC                     |                                              |
| 2021 | 28/1/2021 - 4/2/2021  | SBS             | Delicious Rendezvous               | Thành viên             |                                              |
| 2021 | 1/11/2021 - nay       | KBS Cool FM     | Volume Up                          | DJ                     |                                              |

### Chụp hình cho tạp chí
| Năm  | Tên tạp chí  | Ghi chú          |
| ---- | ------------ | ---------------- |
| 2020 | Grazia       | Xuất bản tháng 4 |
| 2020 | Marie Claire | cùng với L       |

### Chương trình Radio
| Năm        | Tên chương trình        | Kênh        | Ghi chú                          | Vai trò | Tham khảo |
| ---------- | ----------------------- | ----------- | -------------------------------- | ------- | --------- |
| 2021 - nay | Shin Ye-eun's Volume Up | KBS Cool FM | Từ ngày 1 tháng 1 năm 2021 - nay | DJ      | [ 16 ]    |

### Quảng cáo
| Năm  | Thương hiệu                                | Sản phẩm                       | Quảng cáo với                         |
| ---- | ------------------------------------------ | ------------------------------ | ------------------------------------- |
| 2017 | Hwang Pure Daily Foaming Cleanser          | Mỹ phẩm                        |                                       |
| 2017 | Quảng cáo dịch vụ công cộng kỷ niệm 50 năm | Thuốc                          |                                       |
| 2017 | Nhà Heurrich                               | Công ty xây dựng               |                                       |
| 2017 | Blade & Soul                               | Game                           |                                       |
| 2018 | MoArt Velvet Lipstick Eighteen Edition     | Son môi                        |                                       |
| 2018 | A TWOSOME PLACE                            | Quán cà phê                    |                                       |
| 2018 | Dacheng MiMac                              | Khóa học trực tuyến            |                                       |
| 2018 | 0 teen                                     | Hãng thông tấn                 | Naeun Lee, Shin Seung-ho, Ryu Ui-hyun |
| 2018 | Sprite                                     | Nước giải khát                 |                                       |
| 2018 | LANVIN Eclat D'arpege                      | Nước hoa                       |                                       |
| 2018 | LG G7 (Thin Q)                             | Điện thoại                     |                                       |
| 2019 | Innisfree                                  | Mỹ phẩm                        |                                       |
| 2019 | NII x Kakao Friends                        | Quần áo                        | Shin Seung-ho                         |
| 2019 | IINES                                      | Túi, ví và đồ da khác          |                                       |
| 2019 | MONACO                                     | Giày thế thao                  |                                       |
| 2019 | Gà Hàn Quốc Toreore                        | Thực phẩm                      | SF9                                   |
| 2019 | Sudden Attack                              | Trò chơi trực tuyến            |                                       |
| 2019 | Illianne                                   | Đồ trang sức                   |                                       |
| 2019 | ANNA SUI Fantasia Mermaid                  | Nước hoa                       |                                       |
| 2019 | ELITE                                      | Đồng phục học sinh             | AB6IX                                 |
| 2019 | Jeju Soju                                  | Rượu                           |                                       |
| 2019 | JW Pharmaceutical                          | Thuốc nhỏ mắt                  |                                       |
| 2019 | VAP ZZZ GOOD NIGHT                         | Thực phẩm collagen dạng thạch  |                                       |
| 2019 | P&G                                        | Xịt khử mùi                    |                                       |
| 2020 | CHANEL CHANCE                              | Nước hoa                       |                                       |
| 2020 | Innisfree Jeju Cherry Blossom              | Mỹ Phẩm                        |                                       |
| 2020 | JW Pharmaceutical                          | Thuốc nhỏ mắt                  |                                       |
| 2020 | Montbest                                   | Nước đóng chai                 |                                       |
| 2020 | NEPA                                       | Thời trang thể thao ngoài trời | Crush                                 |
| 2020 | FORMEL CAMEL                               | Quần áo, giày, túi xách        |                                       |
| 2021 | Pomel Chamele                              | Phụ kiện                       |                                       |

### Đại sứ
| Năm  | Tên                                                  | Vai trò             | Tham khảo |
| ---- | ---------------------------------------------------- | ------------------- | --------- |
| 2019 | Liên hoan phim hoạt hình quốc tế Bucheon - BIAF 2019 | Đại diện chính thức | [ 17 ]    |

## Âm nhạc

### Video Âm Nhạc
| Năm  | Tên bài hát        | Nghệ sĩ         | Tham khảo |
| ---- | ------------------ | --------------- | --------- |
| 2018 | Shoot me           | Day 6           | [ 18 ]    |
| 2019 | Right (feat. SOLE) | Brown Eyed Soul | [ 19 ]    |

### Danh sách đĩa nhạc
| Thời gian phát hành      | Tên bài hát             | Thể hiện              | Album                              |
| ------------------------ | ----------------------- | --------------------- | ---------------------------------- |
| Ngày 29 tháng 4 năm 2020 | Shoooting Star          | Shin Ye-eun           | Meow, Chàng trai Bí Ẩn OST Phần 12 |
| Ngày 18 tháng 1 năm 2021 | Mất ngủ (不眠, La Rosa) | U-Know ft Shin Ye-eun | Noir                               |

### Buổi hòa nhạc
| Năm  | Thời gian | Tên                    | Vai trò    | Địa điểm           |
| ---- | --------- | ---------------------- | ---------- | ------------------ |
| 2019 | 13/7/2019 | A - TEEN FAN MEET - UP | Thành viên | SMTOWN COEX Artium |

## Giải thưởng và đề cử
| Năm  | Giải thưởng                           | Hạng mục                                                    | Tác phẩm               | Kết quả   | Tham khảo |
| ---- | ------------------------------------- | ----------------------------------------------------------- | ---------------------- | --------- | --------- |
| 2019 | Brand Of The Year Award               | Ngôi sao đang lên                                           | —                      | Đoạt giải | [ 20 ]    |
| 2019 | Korea Drama Awards lần thứ 12         | Ngôi sao của năm                                            | Chàng Trai Ngoại Cảm   | Đoạt giải | [ 21 ]    |
| 2019 | 2019 KBS Entertainment Awards         | Giải Cặp đôi đẹp nhất (với Choi Bo-min)                     | Music Bank             | Đoạt giải | [ 22 ]    |
| 2019 | 2019 KBS Entertainment Awards         | Giải thưởng Tân binh của năm hạng mục chương trình giải trí | Music Bank             | Đề cử     |           |
| 2020 | Liên hoan Người mẫu Châu Á lần thứ 15 | Tân binh của năm                                            | —                      | Đoạt giải | [ 23 ]    |
| 2020 | Giải thưởng phim truyền hình KBS      | Nữ diễn viên mới xuất sắc nhất                              | Meow, Chàng Trai Bí Ẩn | Đoạt giải | [ 24 ]    |